# R.I.P. (canción de Rita Ora)
«R.I.P.» —en español: «Descanse en paz»— es una canción interpretada por la cantante británica Rita Ora que cuenta con la colaboración del rapero Tinie Tempah, incluida en el primer álbum de estudio de Ora, ORA, de 2012. La canción fue coescrita por el cantante canadiense y rapero Drake, mientras que la producción de la canción estuvo a cargo Stargate. La canción fue lanzada como el primer sencillo del álbum en el Reino Unido el 6 de mayo de 2012. El video musical fue dirigido por Emil Nava.

## Posicionamiento en listas

### Semanales
| Alemania          | Official German Charts         | 36 |
| Australia         | ARIA Top 100 Singles           | 10 |
| Austria           | Ö3 Austria Top 40              | 51 |
| Bélgica (Flandes) | Ultratop 50                    | 44 |
| Dinamarca         | Danish Singles Chart           | 26 |
| Escocia           | Scottish Singles Chart         | 1  |
| Estados Unidos    | Bubbling Under Hot 100 Singles | 3  |
| Irlanda           | Irish Singles Chart            | 11 |
| Nueva Zelanda     | New Zealand Singles Chart      | 28 |
| Países Bajos      | Dutch Top 40                   | 89 |
| Reino Unido       | UK Singles Chart               | 1  |
| República Checa   | Singles Digitál Top 100        | 51 |
| Suiza             | Swiss Singles Chart            | 46 |

### Certificaciones
| País        | Organismo certificador | Certificación | Simbolización | Ref.   |
| ----------- | ---------------------- | ------------- | ------------- | ------ |
| Australia   | ARIA                   | Platino       | ▲             | [ 15 ] |
| Dinamarca   | IFPI — Dinamarca       | Oro           | ●             | [ 16 ] |
| Reino Unido | BPI                    | Oro           | ●             | [ 17 ] |